# 俄罗斯总统
俄罗斯联邦总统（俄語：Президент Российской Федерации）是俄罗斯联邦的国家元首和武装力量统帅。1993年12月12日通过的第一部《联邦宪法》，规定俄联邦是“共和制的民主联邦法制国家”，确立總統和联邦政府主席（总理）權力二元結構的政府體制，近似法兰西第五共和国的雙首長制。第三任總統德米特里·梅德韋傑夫在2008年12月30日簽署憲法修正案，延長總統任期與國家杜馬（下議院）任期，總統任期由四年延至六年，國家杜馬任期由四年延至五年。

## 選舉過程

### 資格
依據俄羅斯聯邦憲法，角逐俄羅斯總統的資格，必須為三十五歲以上的俄羅斯公民，並且居住在俄羅斯境內連續超過二十五年。在2020之前并没有对总统任期届数进行限制，总统两届任期，届满之后可以隔届再次参选，2020年俄羅斯宪法增修条文通过后，仿效《美國憲法第二十二修正案》進一步規定同一人擔任總統任期不得超過兩屆；该法律最终于2021年4月5日签署，并将既有的总统當選次數從零重新計算，在2024年成功当选的總統普丁将有資格角逐2030年選舉，若当选，可執政到2036年。

### 選舉

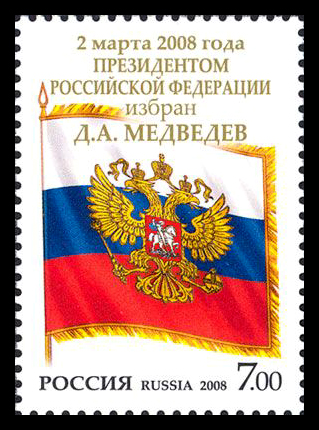
2008年俄罗斯邮票庆祝德米特里·梅德韦杰夫当选俄罗斯联邦总统

總統選舉的相關規定大都在《俄羅斯總統選舉辦法》（英語：Russian Presidential Election Law）、《俄羅斯選舉權保障》（英語：Russian Basic Guarantees of Electoral Rights）:79，總統選舉採取兩輪投票制，每六年選舉一次，如果沒有候選人在第一回合取得絕對多數的勝利，那麼在第二回合，以上一回合得票最多的兩位作为候選人进行第二轮投票。:79。目前只曾在1996年俄羅斯總統選舉出現過兩輪投票。
最近一次的總統大選在2024年3月15日至17日，下一次总统大选将于2030年举行。

## 象徵
在總統從大選中獲勝之後，以下象徵將會授予總統，代表總統特殊的地位。

### 項鍊
第一個象徵總統的項鍊，此物的中央是個紅十字勳章，而紅十字徽章上的正是俄羅斯的國徽，「利益、榮譽、榮耀」以交叉的形式出現徽章上，一個金色的花環交叉連接其餘部分，在圈上有十七個徽章，其中九個徽章是俄羅斯國徽，其餘八個徽章是八個花環象徵上述俄羅斯的格言「利益、榮譽、榮耀」，而在普京就職大典上時這個項鍊被放在主席台的左側，根據俄羅斯總統的官方網站介紹，這個項鍊除了在特殊的典禮展示之外，只會存放在克林姆林宮。

### 旗幟

俄罗斯总统旗

俄罗斯总统旗，比例1:1

這個旗幟成四角型以俄羅斯國旗為底中間是俄羅斯的國徽，而軍徽的雙頭鷹被換成金邊，這個旗幟常被用在克林姆林宮的辦公室以及其他國家的公家單位，而這個旗幟也會隨著總統的駕座飄揚於俄羅斯的境內，一種2:3大小比例的版本則被用在總統巡視海域的船艦上，通常這面旗幟象徵俄羅斯總統的職位。

### 憲法的特別副本

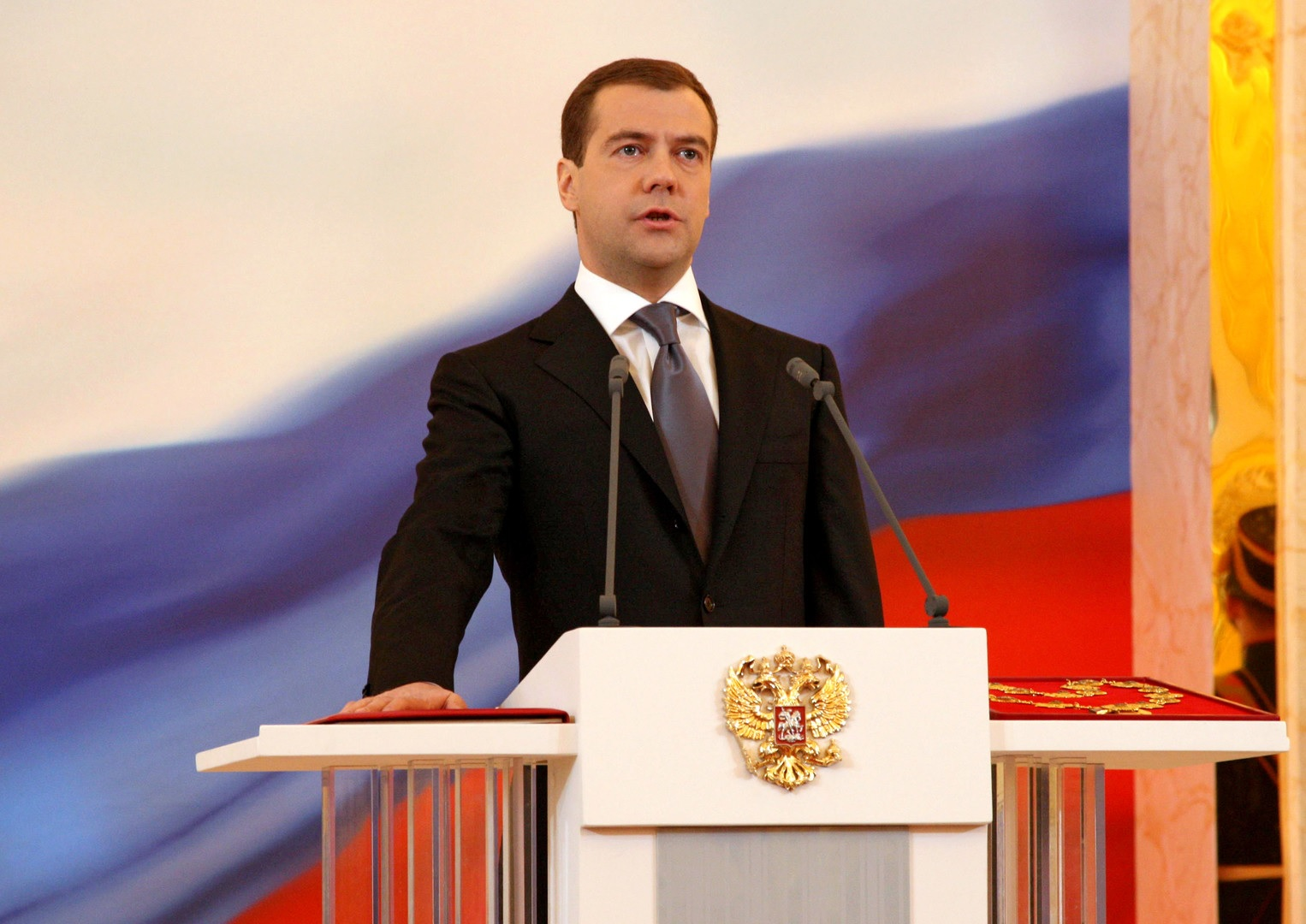
梅德維傑夫手按在副本向憲法宣誓就任總統

在俄羅斯，總統擁有憲法的特殊副本，而此副本被用在總統的就職大典上，該副本封面採厚板、內頁為紅底金字，上面的國徽則是銀色，這本特殊副本被存放於總統博物館。

### 法律地位
這些象徵以及程序是在公元1996年8月5日的總統令第1138號得以確立，其中部分內容在2000年的5月6日的總統令第832號做出修定，在新的總統令中憲法的特殊副本被移出俄羅斯總統的第三個象徵，其原因是象徵必須和法律有所區隔，而被移除的憲法副本只用於總統就職大典。

## 官邸
總統主要的工作場所是在莫斯科克里姆林宮（第一樓），總統也可以使用大克里姆林宮（用來接見外賓），也就是通稱的第十四樓（備用住所）。
2000年後，總統的實際居所被遷到新奧加廖沃官邸，計畫是在普丁任期結束前將保留高爾基九號（Gorki-9，也是通稱的Barvikha ），仿效之前葉爾欽退休依舊保留官邸的前例。
同時總統也有幾座假日別墅在莫斯科的近郊。

## 歷任總統
| 任次 | 肖像         | 姓名                | 任期           | 任期                   | 黨籍              | 備註                   |
| ---- | ------------ | ------------------- | -------------- | ---------------------- | ----------------- | ---------------------- |
| 1    |              | 鲍里斯·叶利钦       | 1991年7月10日  | 1996年8月9日           | 無黨籍            | 俄羅斯聯邦首位總統     |
| 2    | 1996年8月9日 | 鲍里斯·叶利钦       | 1999年12月31日 | 任內辭職               | 無黨籍            |                        |
| 代理 |              | 弗拉基米尔·普京     | 1999年12月31日 | 2000年5月7日           | 團結              | 代总统，以總理身份代理 |
| 3    | 2000年5月7日 | 弗拉基米尔·普京     | 2004年5月7日   | 團結→無黨籍            |                   |                        |
| 4    | 2004年5月7日 | 弗拉基米尔·普京     | 2008年5月7日   | 團結→無黨籍            |                   |                        |
| 5    |              | 德米特里·梅德韦杰夫 | 2008年5月7日   | 2012年5月7日           | 無黨籍→統一俄羅斯 | 放棄連任               |
| 6    |              | 弗拉迪米爾·普京     | 2012年5月7日   | 2018年5月7日           | 全俄人民阵线      |                        |
| 7    | 2018年5月7日 | 弗拉迪米爾·普京     | 2024年5月7日   |                        | 全俄人民阵线      |                        |
| 8    | 2024年5月7日 | 弗拉迪米爾·普京     | 现任           | 俄羅斯聯邦首位五届總統 | 全俄人民阵线      |                        |